# 헤라클레이다이

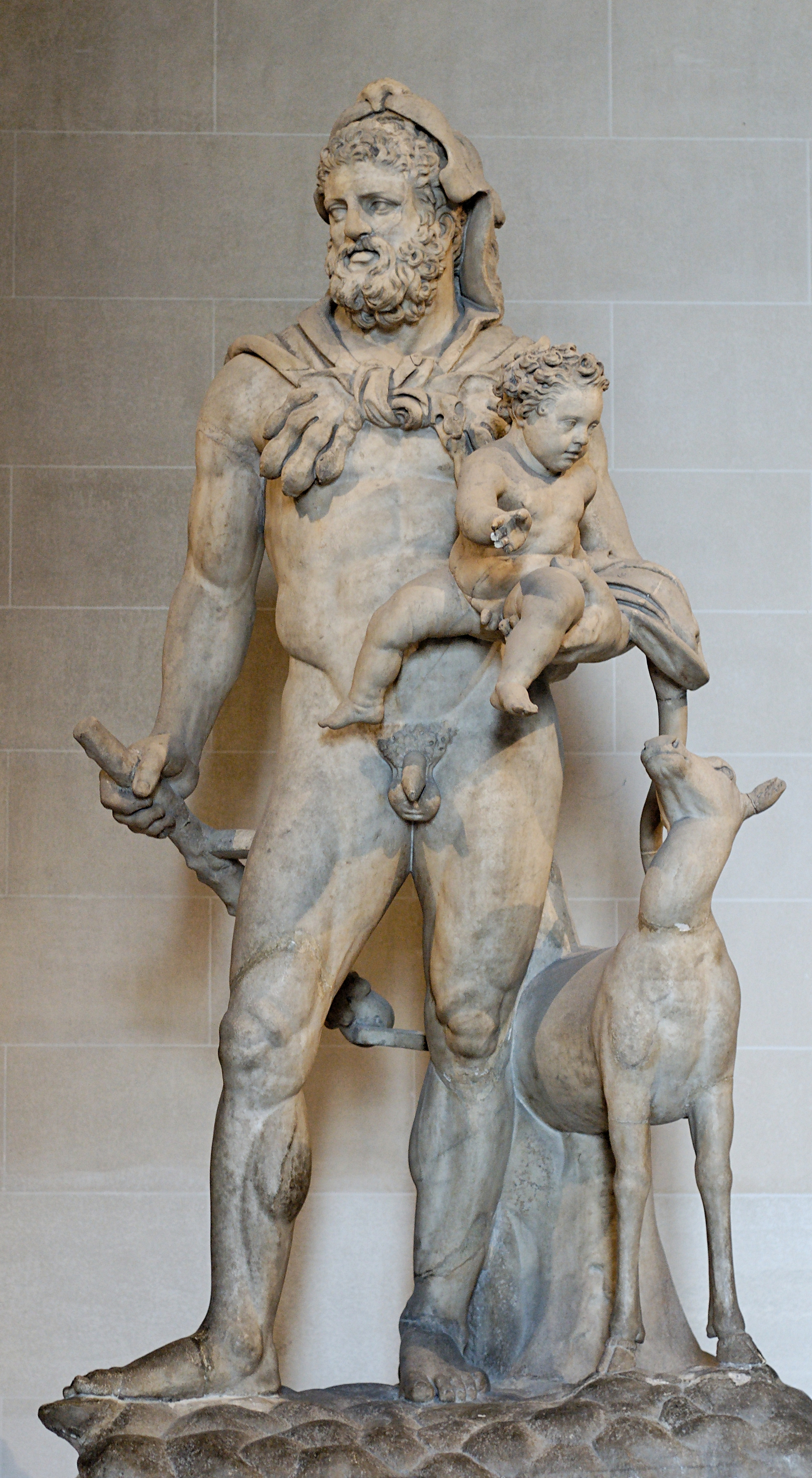
헤라클레이다이 중 한 명인 텔레포스를 들고 서 있는 헤라클레스.

그리스 신화에서 헤라클레이다이(고대 그리스어: Ἡρακλεῖδαι)는 헤라클레스의 수많은 자손으로,  좁은 의미에서는 데이아네이라와의 네 아들 중 장남인 힐로스(멜리테와의 아들이라고도 함)의 후손을 말한다. 다른 헤라클레이다이로는 마카리아와 라모스, 만토, 비에노르, 틀레폴레모스, 텔레포스가 있다. 이 헤라클레이다이는 미케나이와 스파르타, 아르고스의 펠로폰네소스 왕국을 정복한 도리스인 왕들의 집단이었다. 그리스 신화의 문학적 전승에 따르면 이들은 자신들의 조상을 근거로 통치할 권리를 정당화하였다. 카를 오트프리트 뮐러의 《디 도리어》(1830년) 1권 3장에서는 이들이 지배력을 가지게 된 것을 "도리스인의 침입"과 연관짓고 있다.
계보의 세부 사항은 고대의 작가마다 다르지만, 헤라클레스가 사망한 후 추방된 그의 후손들이 몇 세대를 지나 조상이 미케나이 그리스에서 소유했던 땅을 되찾기 위해 돌아왔다는 신화적 주제의 문화적 의미는, 헤라클레스에게서 자신들의 기원과 정통을 찾는 전통적 지배 계통의 원시적 정당성을 주장하는 것이었다.

## 유래
제우스는 본디 헤라클레스를 아르고스, 라케다이몬, 메세니아 필로스의 통치자로 내정하였으나, 아내 헤라의 간계로 인해 대체되어 미케나이의 왕 에우리스테우스의 손에 넘어가게 된다. 헤라클레스의 죽음 이후, 그의 자식들은 수많은 방황 끝에 아테나이에서 에우리스테우스로부터 벗어날 피난처를 찾았다. 에우리스테우스는 그들의 항복을 원했으나 거절당하였고, 아테나이를 공격했으나 패배하여 살해당하였다. 힐로스와 그의 형제들은 펠로폰네소스를 침공하였지만 1년을 머물다 역병으로 인해 포기하게 되었다. 그들은 테살리아로 물러갔고, 그곳에서 도리스인의 신화적 선조이자 헤라클레스의 도움으로 라피타이와의 전쟁에서 승리한 아이기미오스가 힐로스를 입양하여 영토의 3분의 1을 그에게 주었다.
아이기미오스가 죽은 뒤 그의 두 아들 팜필로스와 디마스는 도리스인의 통치자가 된 힐로스(헤르도토스 5권 72장의 도리스인 전통에서 진정한 아하이아인)에게 자발적으로 복종하였다. 이 세 영웅의 이름을 따서 민족의 세 지파 이름이 지어졌다. 아버지의 유산을 다시 정복하기를 원하였던 힐로스는 델포이 신탁을 청하였고 "세 번째 열매"(또는 "세 번째 작물")를 기다린 다음 "바다가 만든 좁은 통로"를 통해 펠레폰네소스로 들어가라는 신탁을 듣게 되었다. 3년 뒤에 힐로스는 에우리스테우스의 후계자인 아트레우스를 공격하기 위해 코린토스 지협을 가로질러 행진하였지만 테게아의 왕 에케모스와의 일대일 전투에 패배하여 죽음을 맞이하였다. 이 두 번째 시도 이후 클레오다이오스가 세 번째 시도, 아리스토마코스가 네 번째 시도를 이어갔지만 모두 실패하였다.

## 헤라클레이다이의 귀환
마지막에 아리스토마코스의 아들 테메노스와 크레스폰테스, 아리스토데모스는 신탁을 찾아가 신탁의 말을 따른 이들이 치명적인 피해를 입었다고 불평하였다. 그러자 신탁은 "세 번째 열매"는 "세 번째 세대"를 의미하고, "좁은 통로"는 코린토스의 지협이 아닌 리온의 해협이라고 응답하였다. 응답에 따라 그들은 나프파크토스에 함대를 세웠지만 항해를 시작하기 전에 아리스토데모스가 번개에 맞고(아폴로가 화살을 쏘았다고도 함) 함대가 파괴되었다. 헤라클레이다이 중 한 명이 아카르나니아의 예언자를 죽인 것이 원인이었다.
테메노스는 신탁에 다시 자문을 청하였고, 속죄의 제물을 바치고 10년동안 살인자를 추방하며 안내자 역할을 할 세 개의 눈을 가진 남자를 찾으라 명한다. 나프파크토스로 돌아오는 길에 테메노스는 말을 타고 있는 한쪽 눈을 잃은 (세 개의 눈을 가진 것처럼 보이는) 아이톨리아인 옥실로스를 만나게 되었고, 즉시 그를 압박하여 하인으로 두었다. 다른 기록에서는 옥실로스가 타고 있는 노새가 눈 하나를 잃었다고도 한다. 헤라클레이다이는 배를 수리하고 나프파크토스에서 안티리오로 항해한 뒤 펠로폰네소스의 리온으로 항해하였다. 오레스테스의 아들이자 반도의 최고 통치자인 티사메노스와 결정적인 전투를 벌였고, 티사메노스가 패배하여 살해당하였다. 이 정복은 전통적으로 트로이아 전쟁이 벌어진 지 80년 후라고 기록되어 있다.
펠로폰네소스의 실질적인 주인이 된 헤라클레이다이는 제비뽑기로 자신들 사이에서 영토를 분배하고자 하였다. 아르고스는 테메노스에게 떨어졌고, 라케다이몬은 아리스토데모스의 쌍둥이 아들 프로클레스와 에우리스테네스에게 떨어졌으며, 메세니아는 크레스폰테스(전승에서는 크레스폰테스가 가장 좋은 땅인 메세니아를 얻기 위해 속임수를 썼다고 전한다)에게 떨어졌다. 엘리스의 비옥한 지역은 옥실로스의 협약에 따라 유보되었다. 헤라클레이다이는 라케다이몬을 기원전 221년까지 통치하였지만 다른 나라는 훨씬 일찍 사라졌다.
일반적으로 "도리스인의 침입"이나 "헤라클레이다이의 귀환"이라고 부르는 도리스인의 펠로폰네소스 정복은 헤라클레스의 후손들이 그들의 영웅 조상과 영웅의 아들들의 정당한 유산을 되찾은 것으로 표현된다. 도리스인은 다른 그리스 부족들의 관습에 따라 전설적 영웅 중 한 명이 그들의 지배 가문의 조상이라고 주장하는데, 이 전통을 완전히 신화적인 것만으로 여겨서는 안된다. 이들은 아이톨리아인과 도리스인의 펠레폰네소스 공동 침략을 대표하는데, 후자의 경우 테살리아인의 압력으로 인하여 원래 있던 북부의 고향에서 남쪽으로 쫓겨난 것이었다. 호메로스와 헤시오도스의 기록에서 헤라클레이다이나 이들의 침략에 대한 언급이 없다는 것은 주목할 만하다. 헤르도토스(6권 52장)는 그들의 행위를 치하하는 시인에 대해 말하지만, 이것은 헤라클레스의 죽음에서 바로 이어지는 사건에 한정된다.

## 헤라클레이다이 왕

### 스파르타에서
스파르타에서 헤라클레이다이는 공동 통치 형태의 두 왕조인 아기아다이 왕조와 에우리폰티다이 왕조를 형성하였다.

### 코린토스에서
코린토스에서 헤라클레이다이는 바키아드 귀족이 권력을 잡은 귀족 혁명 이전에 바키아다이 왕조라는 이름으로 통치하였다.

## 에우리피데스의 비극에서
그리스의 비극 작가들은 이 이야기를 더욱 상세하게 엮었는데, 아테나이가 펠로폰네소스의 통치자에게 바친 공로를 찬양하는 지역 전승에서 영감을 끌어냈을 것으로 보인다.
헤라클레이다이는 에우리피데스 연극 《헤라클레스의 자녀들》의 주요한 주제로 등장한다. J. A. 스프랑거는 《헤라클레스의 자녀들》에서 찾기 어렵지 않은 정치적 하위텍스트를 발견하였다. 이 텍스트가 기원전 419년 아테나이에서 니키아스의 평화가 끝날 무렵에 딱 적합하여, 당시가 연극이 초연된 해였을 것이라 추측하였다.
이 비극에서 헤라클레스의 옛 동지 이올라오스와 헤라클레스의 여식 마카리아와 형제자매들은 에우리스테우스를 피해 데모폰 왕이 통치하는 아테나이에 숨는다. 첫 장면에서 분명히 알 수 있듯, 그들은 왕들과 헤라클레스의 혈연 관계를 비롯해 과거 아버지에게 빚을 진 테세우스가 성역을 제공할 것이라 기대한다. 에우리스테우스가 공격을 준비하는 동안 신탁은 데모폰에게 고귀한 여성을 페르세포네에게 제물로 바쳐야만 아테나이가 승리할 수 있다고 말한다. 마카리아는 스스로를 제물로 희생하고 그녀를 기리기 위해 그 때의 봄을 마카리아의 봄이라고 부르게 된다.

## 참고 문헌
- 《비블리오테케》 ii. 8
- 디오도로스 시켈로스 iv. 57, 58
- 파우사니아스 i. 32, 41, ii. 13, 18, iii. I, iv. 3, v. 3
- 에우리피데스, 《헤라클레스의 자녀들》
- 핀다로스, 《피티아》, ix. 137
- 헤로도토스 ix. 27
- 콘넙 설월, 《그리스의 역사》(History of Greece), ch. vii
- 조지 그로트, 《그리스의 역사》(History of Greece), pt. i. ch. xviii
- 게오르크 부졸트, 《그리스의 역사》(Griechische Geschichte), i. ch. ii. sec. 7, 근대적 권위자 명단 제공